# Tạng người

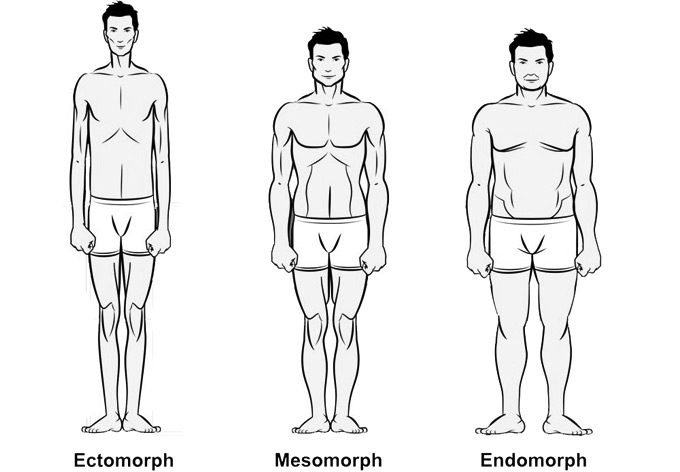
Ba tạng người gồm: Tạng người gầy, tạng người vạm vỡ, tạng người mập

Tạng người (Somatotype) hay còn gọi là Kiểu hình thể là một lý thuyết phân loại cơ thể được nhà tâm lý học người Mỹ là William Herbert Sheldon đề xuất vào những năm 1940 nhằm phân loại thể chất con người theo sự chi phối những yếu tố cơ bản mà ông tin rằng những đặc điểm nổi trội của từng tạng người đã được định hình sẵn, bắt nguồn từ sự phát triển ưu tiên trước khi sinh của các lớp phôi nội bì, trung bì hoặc ngoại bì. Ông đã phân loại thành ba tạng người cơ bản là ectomorphic (tạng người mảnh khảnh), mesomorphic (tạng người cơ bắp) và endomorphic (tạng người mũm mĩm), theo Sheldon, tạng người Endomorph có thân hình luôn tròn trịa và mềm mại, trong khi tạng người Mesomorph luôn vuông vức với nhiều cơ bắp, còn người Ectomorph thì luôn gầy với khung xương chắc khỏe.
Tâm lý học hình thể (Constitutional psychology) hay còn gọi là tâm lý thể chất là một lý thuyết được Sheldon phát triển vào những năm 1940, trong đó, ông đã cố gắng liên kết các phân loại kiểu hình cơ thể của ông với các loại tính khí của con người. Nghiên cứu này đã trở thành một phần quan trọng trong lĩnh vực y học, thể hình và dinh dưỡng. Tạng người hay còn gọi là dáng người, vóc người, thể vóc hay phọoc người không chỉ định hình vóc dáng, cân nặng mà còn ảnh hưởng đến sức khỏe và khả năng vận động của mỗi người. Nền tảng của những ý tưởng này bắt nguồn từ Francis Galton và thuyết ưu sinh, theo đó tạng người là do di truyền, nên có những người bẩm sinh sẽ có thể chất ưu việt hơn do nguồn gen. Sheldon và Earnest Hooton được coi là những người lãnh đạo của một trường phái tư tưởng, phổ biến trong nhân chủng học vào thời điểm đó, cho rằng kích thước và hình dạng cơ thể của một người biểu thị trí thông minh, giá trị đạo đức và thành tựu trong tương lai.

## Các tạng người

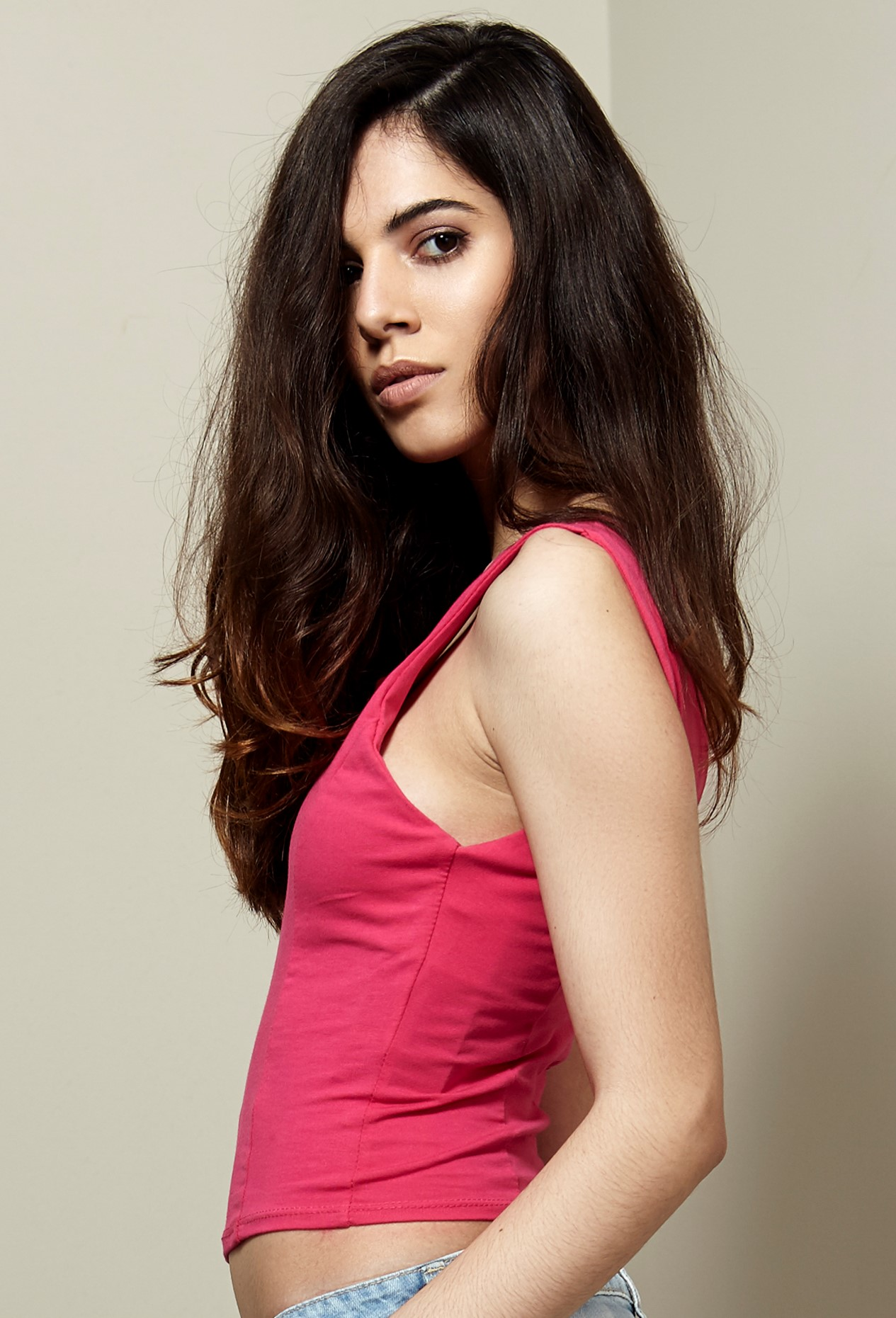
Một tạng người gầy mảnh khảnh

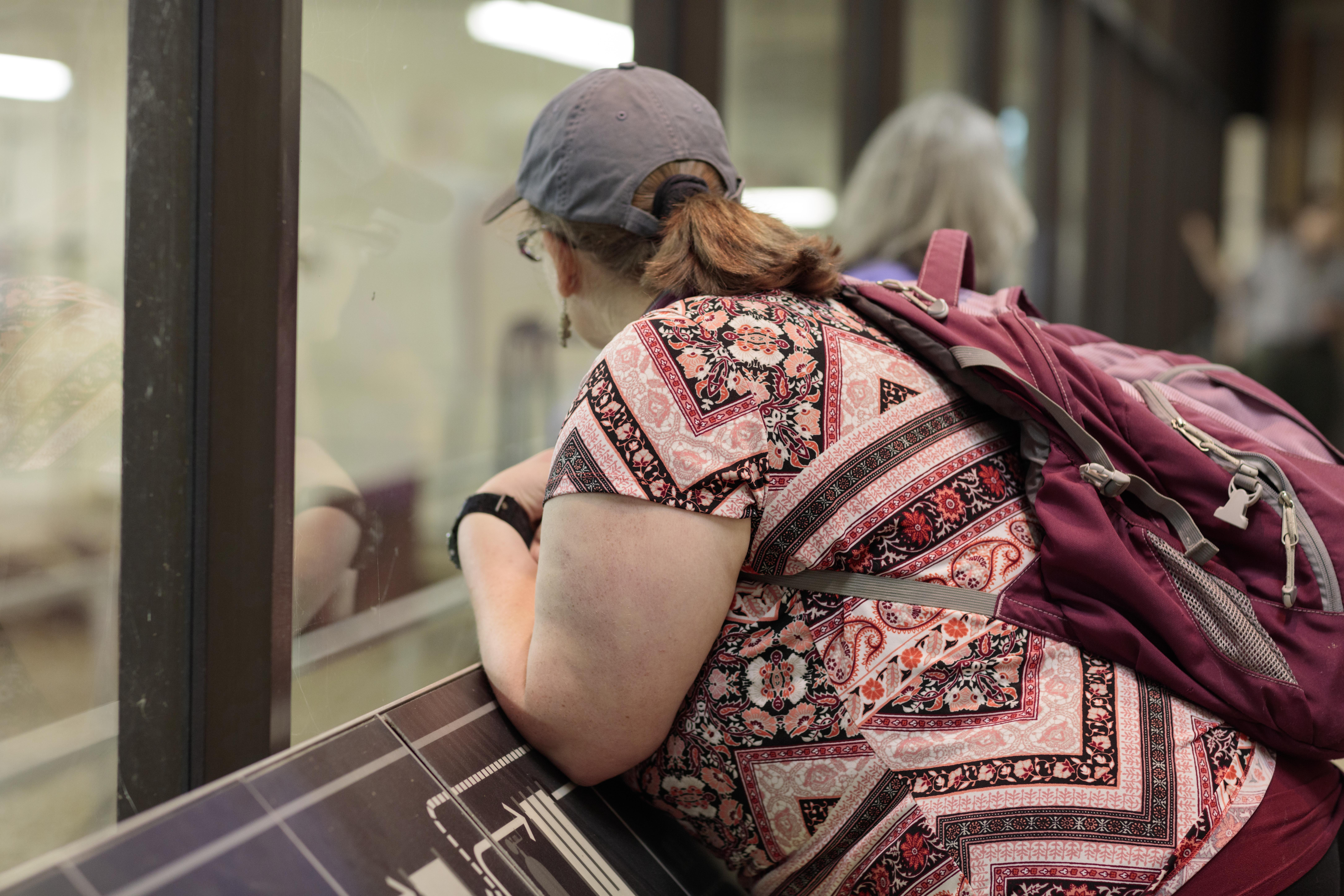
Tạng người mập

Để xác định bản thân thuộc tạng người nào thì có phương pháp đo vòng cổ tay, nếu chu vi cổ tay từ 15 đến 18 cm (cổ tay nhỏ) thì thuộc về tạng ectomorph. Chu vi cổ tay 18–20 cm (cổ tay dày) thì thuộc tạng mesomorph. Chu vi cổ tay trên 20 cm (cổ tay mập) thì thuộc tạng người endomorph.
- Tạng người Ectomorphs (tạng người gầy) có biểu hiện là thường cao và gầy, đây là tạng người khó tăng cân. Tạng người này có cấu trúc xương nhỏ bao gồm các đặc điểm như thân hình gầy gò, khớp và cơ nhỏ, chân ốm, vai hẹp, ngực mỏng (ngực lép) và khó tăng cân. Chiều dài vai và hông thường nhỏ hơn chiều cao do đó tổng quan được thấy rõ với thân hình hẹp, chân tay mảnh. Những người thuộc tạng người Ectomorph này thường có một lượng nhỏ mỡ cơ thể và gặp khó khăn trong việc xây dựng khối lượng cơ bắp. Sự trao đổi chất ở tạng người này nhanh tự nhiên khiến nhiều người khó tăng cân. Ngoài ra có thể là có khả năng là dấu hiệu của chứng rối loạn ăn uống như chán ăn hoặc ăn uống vô độ. Tạng người này tạo ra dáng vẻ gầy gò, mảnh mai, khẳng khiu, khắc khổ, thư sinh.
- Tạng người Endomorph (tạng người mập) có xu hướng dự trữ nhiều hơn trong đó là tích trữ chất béo, đây là tạng người dễ tăng cân, béo ú. Đặc điểm dễ nhận dạng của tạng người này là khung xương lớn, vai rộng, cơ thể hơi mập và tích tụ nhiều mỡ thừa ở các bộ phận trên cơ thể như cánh tay, vùng đùi, vùng bụng. Vì có tốc độ chuyển hóa chậm nên dễ tăng cân, thường tăng mỡ nhanh mà cơ thì ít, sự tăng mỡ nhanh và giảm mỡ chậm, là tạng người tiềm năng của chứng thừa cân, béo phì, bụng phệ, ngấn bụng. Do quá trình trao đổi chất ở người thuộc tạng người Endomorph thường chậm hơn tự nhiên, có thể do mắc các bệnh mãn tính như suy tuyến giáp, tiểu đường nhưng thường là do lối sống ít vận động.
- Tạng người Mesomorph (tạng người lực) thường có ngực và vai rộng hơn, trong khi vòng eo tương đối hẹp. Tạng người này có cấu trúc xương to, cổ tay chắc khoẻ, thường có thân hình cân đối, eo nhỏ, vai rộng, ngực nở, dễ tăng cơ và mỡ. Những người thuộc tạng người này cũng có xu hướng tập trung tập luyện vào cơ bắp dễ dàng hơn các tạng người khác, đây là tạng người dễ tăng cơ bắp. Người thuộc tạng người Mesomorph thường dễ thực hiện quá trình trao đổi chất nên việc tăng cân hay giảm cân cũng dễ dàng hơn. Tạng người này được xem là bẩm sinh ưu ái để trở thành những vận động viên thể thao hoặc những người có sức khoẻ, đô con, lực điền, thể vóc vạm vỡ, điển hình cho nhóm công nhân, người lao động nặng nhọc, võ sĩ, lực sĩ, vận động viên. Trong tiểu thuyết Tam Quốc diễn nghĩa ở Hồi thứ 10 và Hồi thứ 58 đã tả về ngoại hình của mãnh tướng Mã Siêu là "mình hổ tay vượn, bụng beo, lưng sói" và "lưng hổ, tay vượn, thế hùng lực mạnh".